# Wuling Kaijie
Wuling Kaijie – samochód osobowy typu minivan klasy średniej produkowany pod chińską marką Wuling od 2020 roku.

## Historia i opis modelu

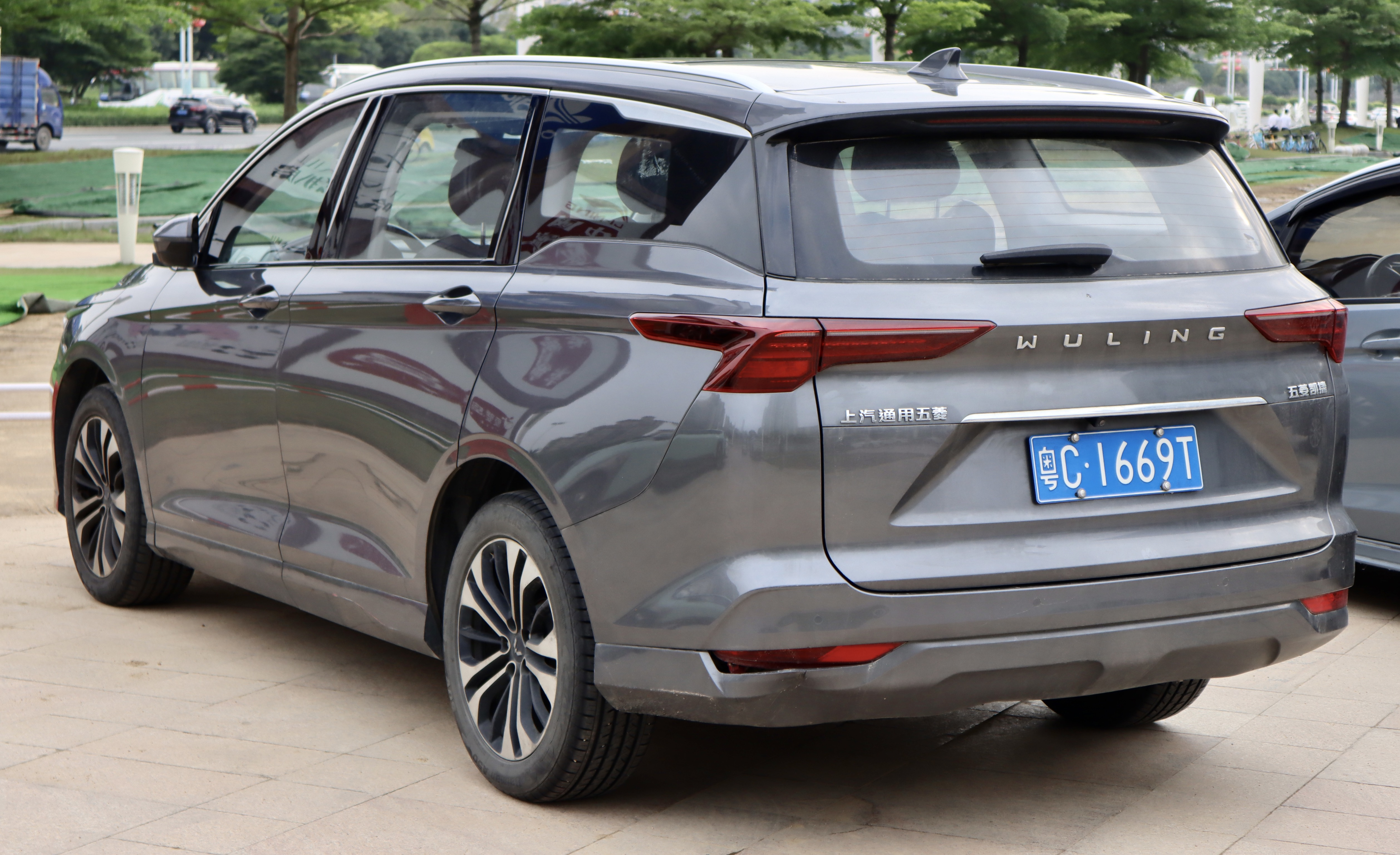
Wuling Kaijie - tył

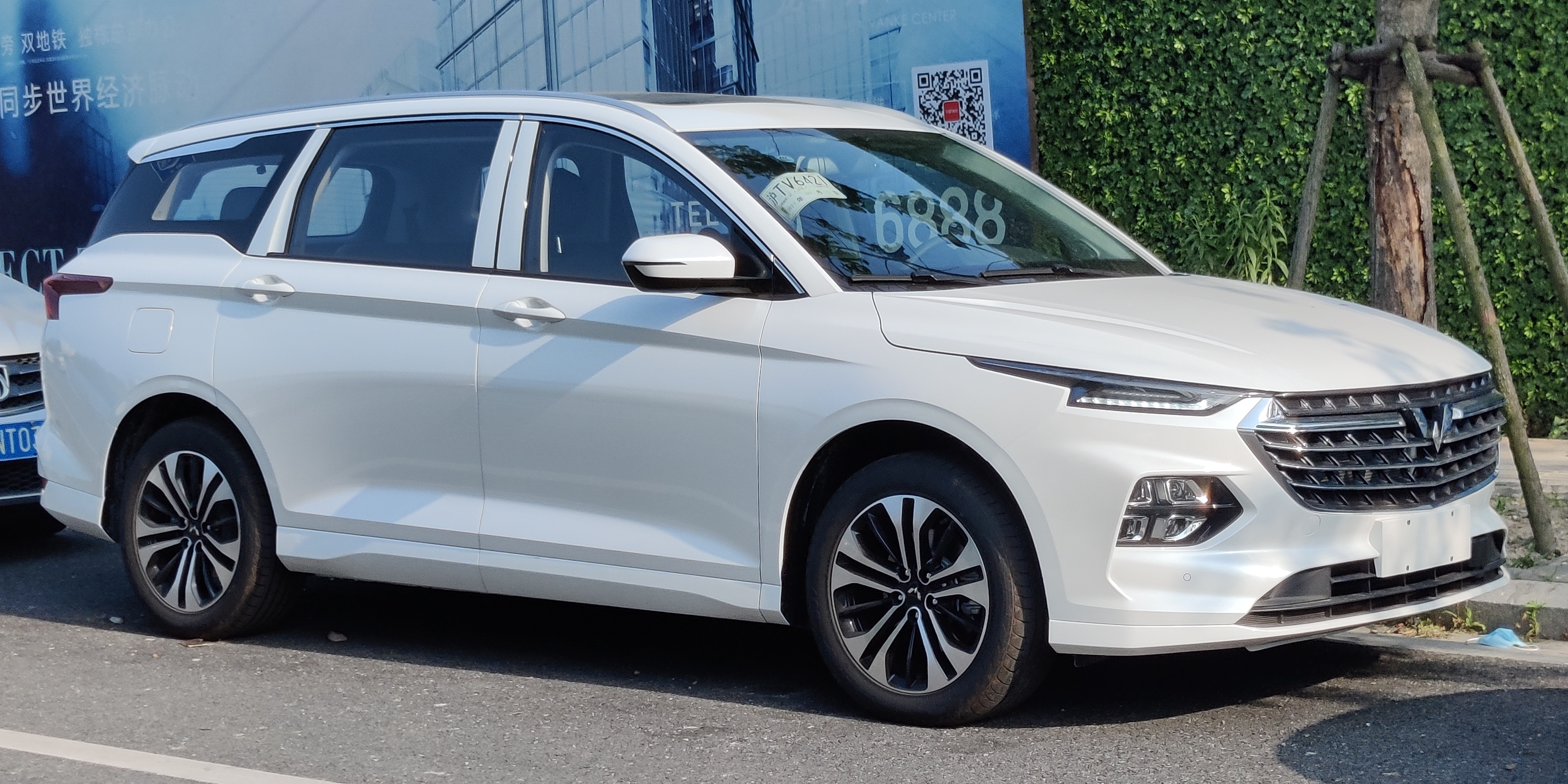
Wuling Kaijie Basic

Po tym, jak w kwietniu 2020 roku chiński Wuling ogłosił plany rozbudowy oferty z myślą o globalnych rynkach i przedstawił odświeżone, srebrne logo, w czerwcu tego samego roku przedstawiono zapowiedź pierwszego modelu zbudowanego według nowej polityki modelowej - sztandarowego, luksusowego minivana o nazwie Victory.
Oficjalne informacje oraz fotografie na temat Wulinga Kaijie przedstawione zostały na początku sierpnia 2020 roku. Samochód utrzymany został w nowym języku stylistycznym producenta, opartym na bardziej awangardowym wzornictwie nawiązującą do popularnych marek globalnych producentów. Pas przedni przyozdobiły charakterystyczne, dwupoziomowe reflektory, a także duży sześciokątny wlot powietrza. Linia boczna zyskała wyraźnie zarysowane przetłoczenia, a także wąskie, strzeliste lampy tylne.
Kabina pasażerska utrzymana została we wzornictwie wyższej klasy, stosując zróżnicowanego gatunku, dwubarwne materiały oraz elementy wyposażenia standardowego nieznane z dotychczasowych pojazdów Wulinga o bardziej budżetowym charakterze. Centralnie umieszczono 12,3-calowy wyświetlacz systemu multimedialnego, z kolei panel klimatyzacji umieszczono w tunelu środkowym. W kabinie pasażerskiej wygospodarowano miejsce dla 6 pasażerów, z szerokim zakresem regularcji drugiego rzędu siedzeń. Dach pojazdu wzbogacony wielowymiarowym oknemdachowym.

### Sprzedaż
Wuling Kaijie trafił do sprzedaży na wewnętrznym rynku chińskim w listopadzie 2020 roku, a do końca roku nabywców znalazło ponad 16 tysięcy egzemplarzy. Jako pierwotnie samochód globalny, minivan Victory jako pierwszy samochód Wulinga w historii powstał także z myślą o rynkach eksportowych. W pierwszej kolejności, samochód miał trafić do sprzedaży w 2022 roku w Europie jako Wuling Victory, jednak ostatecznie Kaijie pozostał produktem dostępnym wyłącznie w Chinach.

### Silnik
- R4 1.5l Turbo